# Pencak silat
Pencak silat is de verzamelnaam voor Indonesische vechtkunsten. Per streek zijn traditioneel verschillende stijlen ontwikkeld, die vaak lokale dieren imiteren. Het pencak silat is in Indonesië sterk vermengd met mentaal spirituele elementen, waarbij fysieke en geestelijke ontwikkeling hand in hand gaan. In Europa is de fysieke kant het bekendst.
Hoewel reeds de Nederlandse kolonialen in het toenmalig Nederlands-Indië ermee kennismaakten, geldt als moment van eerste kennismaking van het Westen en het begin van de internationale doorbraak het artikel dat in juni 1965 verscheen in het Amerikaanse blad Black belt.
Binnen Europa zijn er slechts enkele scholen die zich richten op de traditionele en meer authentieke vorm van pencak silat. Hier trachten de leraren de stijl onaangetast te houden van invloeden uit andere vecht- en verdedigingskunsten om de stijl zo authentiek mogelijk te houden. Deze scholen staan vaak in direct contact met een moederschool in Indonesië.
De meer moderne stijlen van pencak silat richten zich voornamelijk op het fysieke element zoals: zelfverdedigingstechnieken, kunstvorm in de vorm van demonstraties en het sportelement door middel van wedstrijden. Invloeden uit andere vechtkunsten zijn daar niet uitgesloten.
In december 2019 is Pencak Silat door de UNESCO uitgeroepen tot Immaterieel Cultureel Erfgoed voor Indonesië en Silat voor Maleisië. Binnen de grote Nederlands-Indische en Molukse gemeenschap wordt Pencak Silat en Silat echter niet alleen gezien als Immaterieel erfgoed van Indonesië en Maleisië maar ook van haar eigen gemeenschap en dus van Nederland.

## Ontstaan en oorsprong

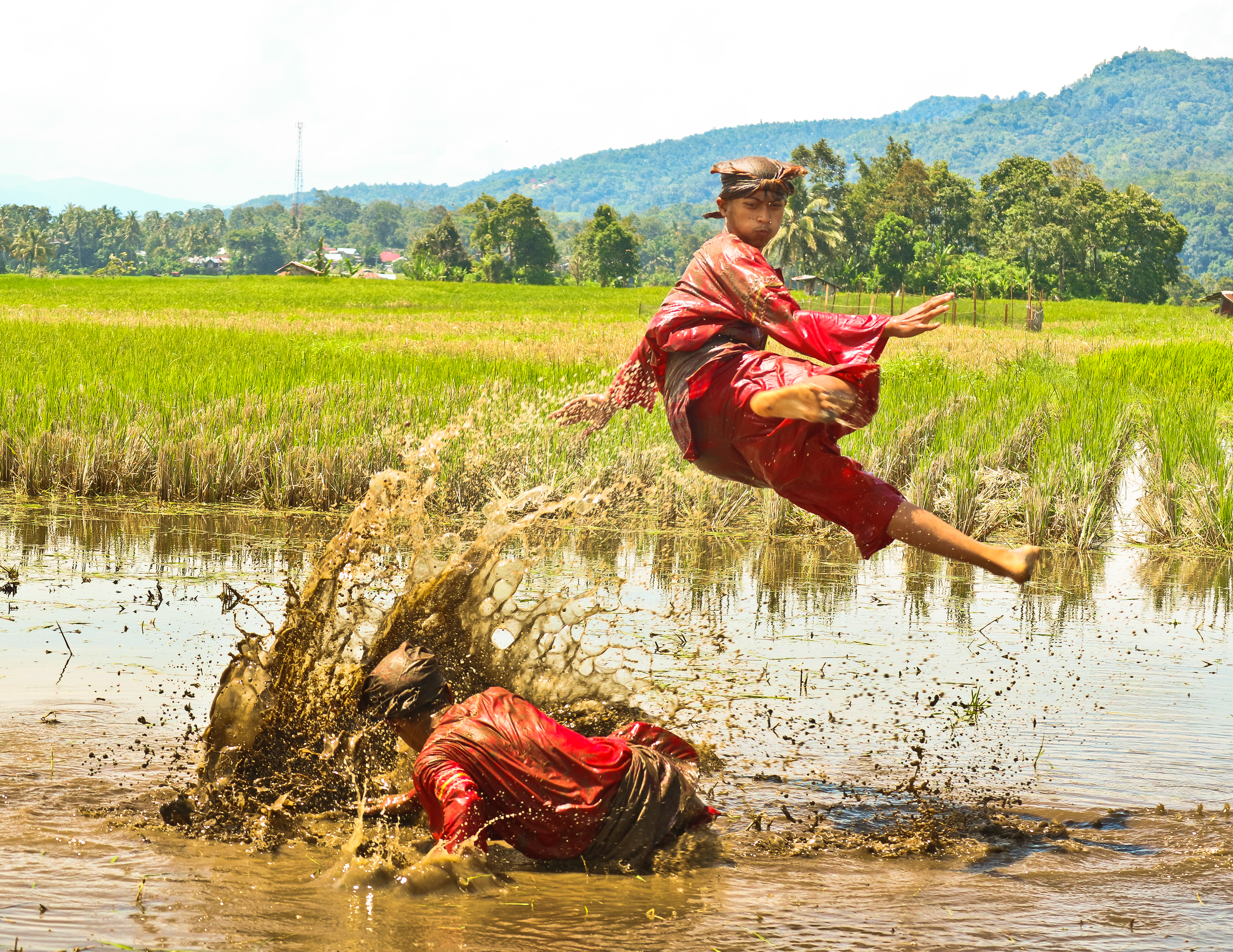
Een demonstratie van pencak silat

Doordat in de jungle van Indonesië veel wilde dieren leefden, leerden de Indonesiërs zich een zelfverdediging aan die zich onderscheidde van iedere andere vorm van zelfverdediging. Zij begonnen namelijk de bewegingen van dieren te imiteren. Deze technieken werden steeds verder aangepast en geperfectioneerd.
Waar de meesten het in ieder geval wel over eens zijn is dat het pencak silat zijn oorsprong heeft in West-Sumatra bij de Minangkabau. De oudste bekende stijlen, zoals Silek Tuo, Silek Pauh, Silek Kumango, Silek Seteralak en Silek Lintau, zijn alle afkomstig uit deze streek en worden nog steeds onderwezen.
De woorden 'pencak' (ook mentjak, mentjah, pentjah of pentja genoemd) en 'silat' werden in Nederlands-Indië vaak afzonderlijk gebruikt. De Indische kranten beschrijven het mentjak als een Maleidsche schermkunst wat er op wijst dat de oorsprong van, in ieder geval, het woord in de richting van Sumatra gezocht moet worden. Voor de twintigste eeuw werd er vaak, in ieder geval in de Indische kranten, over Poekoelan gesproken, het Bataviase woord voor vechtkunst. Zo sprak men onder meer over Poekoelan Padang en Poekoelan Kembang.
Silat zou mogelijk het eigenlijke gevecht zijn en pentjak uitgevoerd kunnen worden als dans.
In de twintigste eeuw was het pencak silat erg populair onder Indo-Europese jongeren aan de zelfkant van de Europese samenleving in Nederlands-Indië, om eind twintigste eeuw weer aan populariteit te verliezen.
In 1930 wordt er gesproken over de opkomst van, mogelijk, de eerste vrouwelijke mentjak-stijl, het Pentjah Istri uit West-Java.

## Stijlen

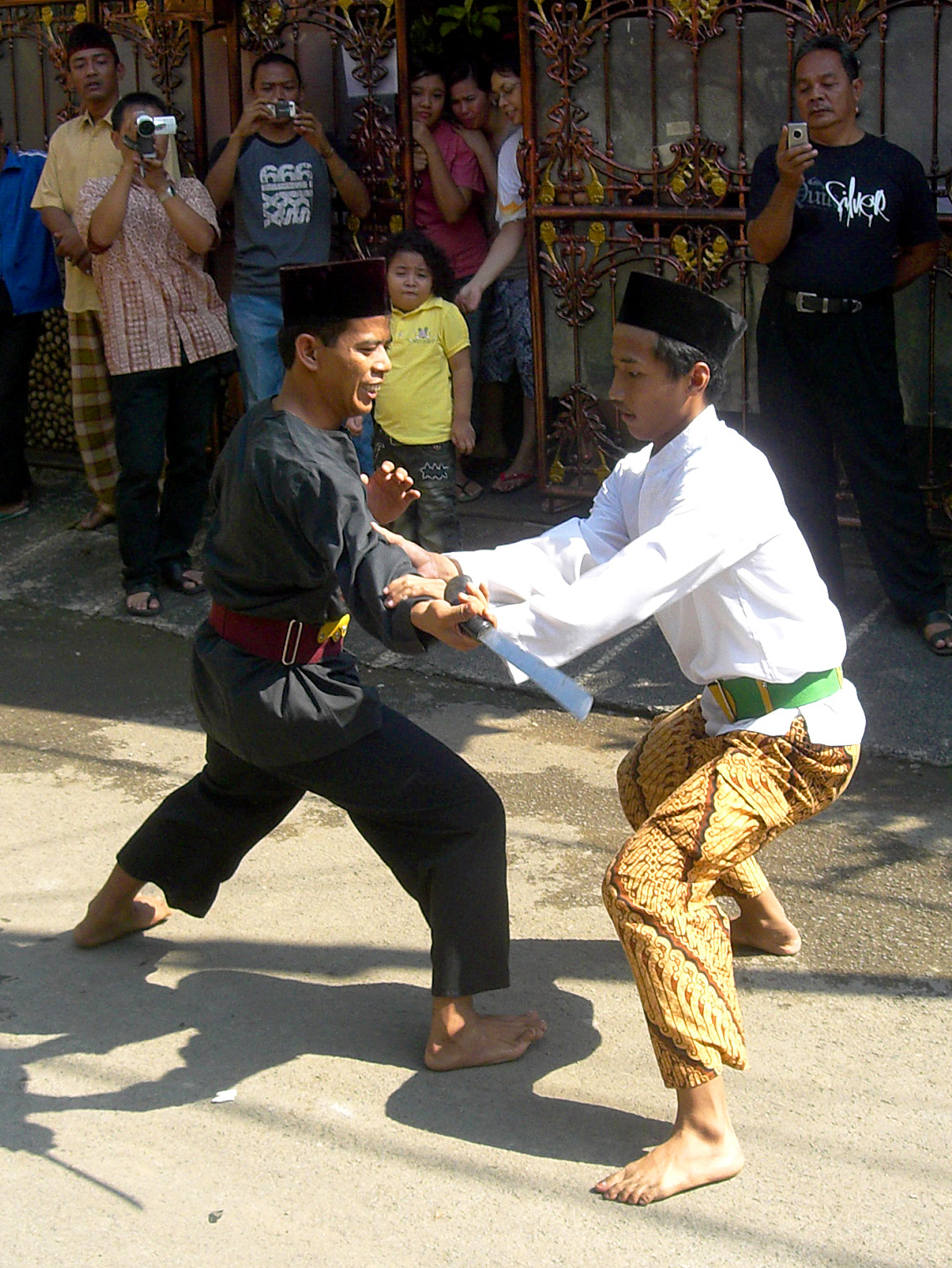
Pencak silat in Indonesië

Binnen pencak silat zijn veel verschillende stijlen ontwikkeld. Deze stijlen hebben alle hun eigen oorsprong, zijn onder verschillende omstandigheden ontstaan en worden op verschillende wijzen onderwezen.
Er zijn meer dan 150 verschillende stijlen met daaronder verschillende substijlen. Er worden nog steeds nieuwe (moderne) stijlen ontwikkeld. In Nederland worden meer dan 35 verschillende stijlen van pencak silat beoefend.
Indonesië kent net als sommige andere gebieden in Azië veel migranten uit China. Het Chinese kun tao is daardoor in Indonesië vooral onder silat-beoefenaars een zeer bekend begrip geworden. Veel silat-goeroes hebben ook les gehad in kun tao.
Er wordt onderscheid gemaakt tussen klassieke stijlen en moderne stijlen. De klassieke stijlen richten zich meer op de authentieke wijze van pencak silat zoals dat jaren geleden al werd uitgevoerd. De moderne stijlen zijn te verdelen in stijlen waarbij men openstaat voor invloeden uit andere gevechtsstijlen en stijlen die geheel nieuw ontwikkeld zijn.

### Klassieke stijlen
Een traditionele en authentieke vorm van pencak silat is silek tuo, ("oude silat") uit West-Sumatra. Deze stijl staat dicht bij de oorsprong van pencak silat in het algemeen. Er is in Nederland één school waar deze stijl wordt onderwezen.
Een bekende stijl is Setia Hati (trouw van hart), afkomstig van het eiland Java. Daarbinnen zijn er veel verschillende stromingen. De stijl omvat zowel hoge, middelhoge en lage pasangans en jurus.

### Moderne stijlen
Een bekende stijl is pencak silat pukulan bongkot. Dit is een nieuwe stijl die werd ontwikkeld door Kepala Aliran Henri de Thomis Sr. Hij stelde deze stijl samen uit serak, cimande, kuntoa, derosemo en panca bela. Er zijn afdelingen pencak silat bongkot gevestigd in Oostenrijk, België, Nederland en Duitsland. Deze stijl is in Indonesië bestudeerd, getest en gescreend. Ze is door de Indonesische bond I.P.S.I. als nieuwe onafhankelijke stijl (aliran) erkend en geregistreerd. De stijl heeft officieel de naam bonkot gekregen. De bongkot-stijl wordt voor ongeveer 35 procent bepaald door kesenian (cultuur) en ongeveer 65 procent door olah raga (verdedigings- of wedstrijdtechniek).
De belangrijkste stijlen in Europa zijn Cimande, Setia Hati, Jokotole en Pukulan. Deze stijlen zijn traditionele Indonesische Pencak Silat stijlen. Er zijn ook in Europa vele andere stijlen te vinden.

## Energie
In de silatcultuur wordt het energetisch lichaam gezien als een net van in elkaar grijpende cirkels die cakera worden genoemd. De energie van de cakera roteert langs diagonale lijnen naar buiten. De energie die uitwaarts loopt vanaf de centrumlijn is defensief, terwijl offensieve energie inwaarts loopt van de zijden van het lichaam. Door zich hiervan bewust te zijn kunnen beoefenaars hun bewegingen met de cakera in overeenstemming brengen, waardoor ze de kracht en efficiëntie van de aanvallen verhogen. De energie kan ook worden gebruikt voor helende effecten of ze kan op een bepaald punt worden gefocust bij de toepassing van sentuhan, de kunst van het aanvallen van een tegenstander op zijn drukpunten.

## Beleving
De kracht van het pencak silat komt tot uiting wanneer het overgaat in harde, snelle bewegingen. Zoals snelle stoten en trappen. Pencak silat bestaat dan ook uit twee delen. Pencak staat voor: beweging met gecontroleerde, soepele lichaamsbeheersing, die sierlijk is. Silat staat voor: bliksemsnelle beweging, gebaseerd op hardheid met als doel verdediging, neutralisering en tegenaanval.
Een ervaren pencak-silatbeoefenaar zal in het echt nooit aanvallen, maar wacht met veel geduld en beheersing de aanval af om pas daarna zijn technieken te gebruiken in het gevecht. Sommige manieren van pencak silat beoefenen houden in dat deelname aan sparringen en wedstrijden in de praktijk onmogelijk is. De geoefende technieken zijn verboden omdat zij een vernietigende uitwerking hebben op de tegenstander.

## PERSILAT
PERSILAT is de wereldfederatie voor pencak silat en staat voor Persekutuan Pencak Silat Antarabangsa (Internationale Pencak Silat Federatie). Het is een organisatie zonder politieke banden die geen onderscheid maakt tussen ras, huidskleur en geloofsovertuiging. Hij is in eerste instantie opgezet door de Ikatan Pencak Silat Indonesia (IPSI), Persekutuan Silat Singapura (PERSISI) en het Ministerie van Cultuur, Jeugd en Sport uit Maleisië. De PERSILAT heeft de aspecten beschreven waaruit Pencak Silat bestaat:
- Bela diri - zelfverdediging
- Seni - kunstvorm
- Olah raga - wedstrijdsport
- Mental-spiritual - mentaal-spiritueel

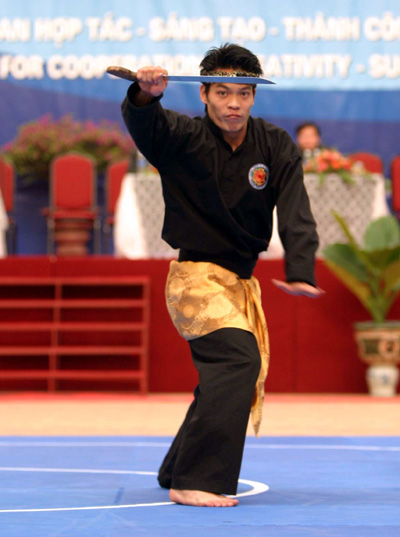
Pencak silat beoefenende Vietnamees

### Zelfverdediging (Bela diri)
Dit aspect heeft zelfbescherming en zelfverdediging tot doel. Hierbij wordt gebruikgemaakt van zelfverdedigingstechnieken en jurus. Het is de basis voor de overige aspecten. Alle basisvaardigheden worden binnen dit aspect behandeld. Daarnaast zal men een eigen ontwikkeling doormaken, die de zelfverzekerdheid en geestelijke balans stimuleert.

### Kunstvorm (Seni)
Gebaseerd op de ontwikkelingen en de modificaties van technieken uit de bela diri in harmonie met de esthetische normen en waarden. De esthetische normen en waarden hebben tot doel de schoonheid en sierlijkheid van het pencak silat te tonen. Dit aspect wordt ook in competitieverband beoefend en beoordeeld op een tiental criteria, zoals techniek, choreografie, en harmonie tussen beweging en muziek.

### Wedstrijdsport (Olah raga)
Het sportieve aspect van het pencak silat. De olah-ragatechnieken zijn gebaseerd op de bela-diritechnieken met inachtneming van de sportieve normen en waarden. De olah-ragawedstrijdreglementen zijn gebaseerd op stijl (gaya), techniek (teknik), tactiek (taktik) en ethiek (etik). Daarnaast is het bedoeld om fysieke kracht en conditie te ontwikkelen en te zorgen voor de gezondheid van lichaam en geest. Dit aspect wordt ook in competitieverband beoefend. Binnen de olah raga zijn weer vier categorieën te onderscheiden.
- Tanding - wedstrijd sparring 3 x 2 minuten;
- Tunggal - 1 persoon, vaste vorm, uitvoering ongewapend en gewapend met stok en golok, exact 3 minuten uitgevoerd in traditionele kleding;
- Ganda - ingestudeerd 2 gevecht, exact 3 minuten, uitvoering ongewapend en gewapend met stok en golok, uitvoering in traditionele kleding;
- Regu - 3 persoons synchroon loop, exact 3 minuten ongewapend.
- Solo creatief - 1 persoon, vrije vorm ingestudeerd, uitvoering ongewapend en gewapend vanuit eigen stijl, uitvoering in traditionele kleding vanuit eigen stijl.

Binnen de PERSILAT worden deze wedstrijdcategorieën ook wel aangeduid als TTGRS.

### Mentaal-spiritueel (Mental-spiritual)
Dit is de mentale en geestelijke ontwikkeling van het pencak silat. Het aspect heeft tot doel innerlijke rust en geestelijke balans te verkrijgen. Dit kan op vele manieren tot uiting komen. Men kan twee categorieën van mentaal-spirituele training onderscheiden, namelijk de natuurlijke en de bovennatuurlijke. Met het natuurlijke bedoelt men het tastbare zoals ademhalingssystemen, meditatievormen, concentratievormen, gebed, het verder ontwikkelen van de zintuigen, enz. Met het bovennatuurlijke wordt het niet-tastbare bedoeld. Dit wordt ook vaak de ilmu kebatinan genoemd. Het betekent "de kennis/wetenschap van het innerlijke lichaam en de geest". Velen zullen dit samenvatten als mystiek en/of onmogelijk. Er zijn echter voldoende voorbeelden te noemen die al vele pencak-silatbeoefenaars hebben ervaren. Enkele vaak genoemde termen zijn: het ontwikkelen van innerlijke kracht (tenaga dalam), het zesde zintuig (indera keenam), de magische zelfverdediging (kanuragan), het oproepen van geesten (ilmu kontak), telepathie enzovoort. Het aspect mental-spiritual stimuleert motivatie, prestatie, intensiteit en toewijding.

## Varia
Verwant aan Pencak silat is de oorspronkelijk Javaanse discipline genaamd Tetada Kalimasada, die door de beoefenaars zelf doorgaans geen vechtsport wordt genoemd, maar "een methode van beweging, meditatie en een unieke ademhalingstechniek met bewegingen die de energiestroom van het lichaam bevorderen".